# Elvis Marecos
Elvis Israel Marecos (Itá, 15 febbraio 1980) è un calciatore paraguaiano, difensore del 12 de Octubre.

## Carriera

### Club
Dopo aver giocato con varie squadre di club, nel 2008 si trasferisce al Guaraní.

### Nazionale
Nel 2009 debutta con la nazionale paraguaiana.

## Palmarès

### Club

#### Competizioni nazionali
- Campionato paraguaiano: 1

Guaraní: Apertura 2010

#### Competizioni internazionali
- Coppa Libertadores: 1

Olimpia: 2002